# COLORS!
「COLORS!」（カラーズ）は、伊藤かな恵の7枚目のシングル。2012年11月14日にLantisから発売された。

## 概要
前作「パズル／ビギナードライバー」から約3ヶ月ぶりのリリースとなる2012年2作目のシングル。「hide and seek」以来5作ぶりのノンタイアップとなる。表題曲の作詞は畑亜貴が「ユメ・ミル・ココロ」以来6作ぶりに担当。販売形態はCD+DVDの仕様で、表題曲のPVが収録されたDVDが同梱されている。

## 収録曲
1. COLORS! [3:24]
  - 作詞：畑亜貴、作曲・編曲：黒須克彦
  - 伊藤曰く「背中を強く押してくれそうなメッセージソング」。レコーディングではサビ以外キーが低いために「大人しめ」に歌ったものの、曲と合わないと判断したため、歌い直しを繰り返した[1]。
2. 片想い [3:36]
  - 作詞・作曲：アツミサオリ、編曲：福富雅之
  - 伊藤によれば「心がえぐられる様な切ないラブソング」で、以前伊藤がアツミに話した曲調が結果的に採用された。なおレコーディングでは終始体育座りをしていたという。
3. 僕は浮かぶ [4:24][2]
  - 作詞・作曲：タニザワトモフミ、編曲：石崎光
  - 伊藤のイメージをタニザワの視点で描いた曲[2]。

DVD
1. COLORS!（Music Clip）
  - 伊藤曰く「かなり楽しい感じになっている」とのこと[3]。